# Мабуті Сатоко
Мабуті Сатоко  (яп. 馬渕智子, 17 лютого 1982) — японська софтболістка, олімпійська чемпіонка.

## Виступи на Олімпіадах
| Олімпіада  | Дисципліна | Місце  |
| ---------- | ---------- | ------ |
| Пекін 2008 | софтбол    | Золото |